# Rubén Adelantado Turlo
Rubén Adelantado Turlo (Benicàssim, 10 de gener de 1997) és un escriptor de literatura fantàstica. Ha publicat diversos llibres de temàtica fantàstica i distòpica. Apassionat per la lectura i l'escriptura des de ben jove, ha publicat tres llibres en diversos formats (físic i digital).

## Obra publicada
Ha publicat dos llibres amb l'editorial Adarve que formen part de la sèrie "Voluntat i poder" (publicat com Voluntad y poder en castellà):
- Cristall de lluna (2020, Editorial Adarve, títol original en castellà Cristal de Luna)[3]
- Caminant de mons (2022, Editorial Adarve, títol original en castellà Caminante de Mundos)[4]

Ha publicat digitalment fora de col·lecció:
- EVA01 (2024, format digital)[5]